# يوهان غوتفريد كوهلر
يوهان غوتفريد كوهلر (بالألمانية: Johann Gottfried Köhler)‏ هو عالم فلك ألماني، ولد في 15 ديسمبر 1745 في Gauernitz ‏ في ألمانيا، وتوفي في 19 سبتمبر 1801 في درسدن في ألمانيا.